# Edward John Herrmann
Edward John Herrmann (* 6. November 1913 in Baltimore, Maryland; † 22. Dezember 1999 in Columbus, Ohio) war ein US-amerikanischer Geistlicher und römisch-katholischer Bischof von Columbus.

## Leben
Edward John Herrmann besuchte die St. Bernard School und die St. James School sowie die Loyola High School in Baltimore. Nach dem Schulabschluss im Jahr 1931 arbeitete er zunächst einige Zeit für die American Oil Company in Baltimore. Später studierte Herrmann Philosophie und Katholische Theologie am  Mount Saint Mary’s Seminary in Emmitsburg. Am 12. Juni 1947 empfing er in der Basilika Mariä Himmelfahrt durch den Weihbischof in Baltimore-Washington, John Michael McNamara, das Sakrament der Priesterweihe. Am 15. November desselben Jahres wurde er in den Klerus des neuen Erzbistums Washington inkardiniert. Anschließend wirkte Edward John Herrmann als Pfarrer und stellvertretender Diözesankanzler des Erzbistums Washington.
Am 4. März 1966 ernannte ihn Papst Paul VI. zum Titularbischof von Lamzella und zum Weihbischof in Washington. Der Erzbischof von Washington, Patrick Aloysius O’Boyle, spendete ihm am 26. April desselben Jahres in der Cathedral of St. Matthew the Apostle in Washington, D.C. die Bischofsweihe; Mitkonsekratoren waren der Erzbischof von New Orleans, Philip Hannan, und der Weihbischof in Washington, William Joseph McDonald. Sein Wahlspruch That all may be one („Damit sie eins seien“) stammt aus Joh 17,21 . Als Weihbischof war Edward John Herrmann zudem als Diözesankanzler und Generalvikar des Erzbistums Washington tätig.
Papst Paul VI. ernannte ihn am 22. Juni 1973 zum Bischof von Columbus. Am 21. August desselben Jahres erfolgte die Amtseinführung. Papst Johannes Paul II. nahm am 18. September 1982 das von Edward John Herrmann vorgebrachte Rücktrittsgesuch an. Bis zur Amtseinführung seines Nachfolgers, James Anthony Griffin, am 25. April 1983 war er Diözesanadministrator von Columbus. Danach war Herrmann als Kaplan am St. Ann’s Infant and Maternity Home in Avondale tätig. Im November 1991 kehrte er nach Columbus zurück und wirkte dort als Seelsorger. Ab 1995 lebte Edward John Herrmann im St. Raphael’s Home for the Aged.
Sein Grab befindet sich in der Krypta der St. Joseph’s Cathedral in Columbus.